# Wilhelm Büchel
Wilhelm Büchel (* 16. Dezember 1873 in Gamprin; † 10. August 1951 ebenda) war ein liechtensteinischer Landwirt und Politiker (FBP).
Wilhelm Büchel war als Landwirt tätig. Daneben fungierte er von 1909 bis 1915 als Gemeinderat, von 1915 bis 1921 als Gemeindekassier und schliesslich von 1921 bis 1930 als Gemeindevorsteher von Gamprin. Von 1926 bis 1932 war er für die Fortschrittliche Bürgerpartei (FBP) Landtagsabgeordneter im liechtensteinischen Landtag.
Büchel heiratete Maria Wohlwend. Aus der Ehe gingen acht Kinder hervor. Sein Sohn Ernst war als Rechtsanwalt tätig und wurde später ebenfalls Landtagsabgeordneter für die FBP.